# Barren Island (ö i Australien, Tasmanien)
Barren Island är en ö i Australien. Den ligger i delstaten Tasmanien, i den sydöstra delen av landet, omkring 18 kilometer nordost om delstatshuvudstaden Hobart. Genomsnittlig årsnederbörd är 619 millimeter. Den regnigaste månaden är november, med i genomsnitt 79 mm nederbörd, och den torraste är augusti, med 37 mm nederbörd.